# تامیرا منسا-استوک
تامیرا منسا-استوک (به انگلیسی: Tamyra Mensah-Stock؛ متولد ۱۱ اکتبر ۱۹۹۲) کشتی‌گیر آزادکار اهل آمریکا است.
از افتخارات وی می‌توان به کسب مدال طلا المپیک ۲۰۲۰ توکیو و دو مدال طلا قهرمانی کشتی جهان ۲۰۱۹ و  قهرمانی کشتی جهان ۲۰۲۲ و دو مدال برنز در مسابقات قهرمانی کشتی جهان ۲۰۱۸ و مسابقات قهرمانی کشتی جهان ۲۰۲۱ اشاره کرد.